# Begraafplaats van Isières
De Begraafplaats van Isières is een gemeentelijke begraafplaats in het Belgische dorp Isières, een deelgemeente van Aat. De begraafplaats ligt aan de Chemin du Pic au Vent op 400 m ten noorden van het dorpscentrum (Église Saint-Pierre). Ze heeft een rechthoekig grondplan en is verdeeld in vier grote perken met centraal een calvarie-kruis. De begraafplaats wordt omgeven door een bakstenen muur. De toegang bestaat uit een naar binnen gebogen muur afgesloten door een dubbel traliehek. 

## Britse oorlogsgraven
Op de begraafplaats ligt een perk met 9 Britse militaire graven uit de Tweede Wereldoorlog. Zij maakten deel uit van het Britse Expeditieleger en sneuvelden tussen 17 en 19 mei 1940 tijdens de gevechten tegen het oprukkende Duitse leger. De meerderheid onder hen behoorden tot het Cheshire Regiment. 
De graven, waartussen een gedenkteken staat, worden onderhouden door de Commonwealth War Graves Commission en staan er geregistreerd als Isieres Communal Cemetery.